# (17908) Chriskuyu
(17908) Chriskuyu est un astéroïde de la ceinture principale.

## Description
(17908) Chriskuyu est un astéroïde de la ceinture principale. Il fut découvert le 19 mars 1999 à Socorro (Nouveau-Mexique) par le projet LINEAR. Il présente une orbite caractérisée par un demi-grand axe de 2,34 UA, une excentricité de 0,17 et une inclinaison de 6,5° par rapport à l'écliptique.

## Compléments